# Can Riera de Fuirosos
Can Riera de Fuirosos és una masia de Sant Celoni (Vallès Oriental) inclosa a l'Inventari del Patrimoni Arquitectònic de Catalunya.

## Descripció
Masia de planta rectangular, consta de planta baixa, primer pis i unes golfes, hi ha també un soterrani. La coberta és a dues vessants, hi ha una torreta que sobresurt d'aquesta i és com una torre mirador amb balustrada. La façana és de composició simètrica, de la part lateral surt un cos amb galeria d'arcs de mig punt sobre columnes. L'interior s'està restaurant tot.

## Història
D'aquesta masia no es coneix la data de construcció, restaurada, ja que estava en un estat lamentable. S'hi poden veure diferents èpoques de construcció. Després de la restauració, tant l'interior com l'exterior quedarà en bon estat i tornarà a ser una gran masia pairal.